# Томислав Црнкович
Томислав Црнкович (серб. Томислав Црнковић, 17 червня 1929 — 17 січня 2009) — югославський футболіст, захисник, срібний призер чемпіонату Європи 1960 року, срібний призер  Олімпійських ігор 1952 року.

## Клубна кар'єра
Основну частину своєї ігрової кар'єрі Томислав провів у складі загребського «Динамо». За час виступів у хорватському клубі Црнкович став основним гравцем збірної, двічі вигравав чемпіонат Югославії, а також двічі кубок Югославії.
Під кінець кар'єри Црнкович одержав право пограти за кордоном. Рік провів у Австрії і два у  Швейцарії

## Кар'єра в збірній
В складі  національної збірної Югославії Томислав Црнкович був провідним гравцем у 50-х роках, відігравши загалом 51 матч. Дебютував незадовго до початку  Олімпійських ігор 1952 року в товариському матч проти  Норвегії.
На самій Олімпіаді Црнкович відіграв усі матчі своєї команди на турнірі, в тому числі поєдинки проти  збірної СРСР. В першому матчі команда Томислава вела в рахунку 4:1, 5:2, втім не втримала переваги — 5:5. Перегравання завершилось на користь балкаців — 3:1. У фіналі турніру Югославія поступилась 0:2 збірній Угорщини, в складі якої грали Ференц Пушкаш, Шандор Кочиш, Нандор Хідегкуті, Йожеф Божик та інші тогочасні футбольні зірки.
У 1954 і 1958 роках Црнкович виступав на чемпіонатах світу. В обох випадка Югославія дійшла до чвертьфіналу.
В 1960 році футболіст став срібним призером чемпіонату Європи. Црнкович грав у матчах 1/4 фіналу проти збірної Болгарії, а поєдинки фінальної стадії провів на лаві для запасних.
У 5 матчах Томислав Црнкович був капітаном збірної.

## Досягнення
- Чемпіон Югославії: 1953-54, 1957-58
- Володар Кубка Югославії: 1951, 1959-60
- Віце-чемпіон Європи: 1960
- Срібний олімпійський призер: 1952
- Учасник Чемпіонатів світу 1954 1958